# Blitzen över Manchester
Blitzen över Manchester var ett bombanfall av staden Manchester i nordvästra England som utfördes av det nazityska Luftwaffe under andra världskriget. Anfallet var ett av tre mot staden som var en viktig hamn- och industristad där Trafford Park i grannstaden Stretford var ett huvudcenter för krigsproduktion.